# 氣象戰 (電影)
是一部2017年美國災難動作片，由狄恩·戴夫林執導、監製和編劇，同時也是他的導演處女作。電影主演包括傑瑞德·巴特勒、艾比·柯妮許、亞莉山卓·羅娜、吉姆·史特格斯、阿瑪·威克、艾德·哈里斯、安迪·賈西亞與吳彥祖。
電影2014年10月20日起在路易斯安那州的紐奧良進行主要拍攝。電影由導電娛樂與天空之舞传媒共同製作，並由華納兄弟定檔2017年10月20日在美國上映。

## 劇情
在一連串前所未有的大自然災難威脅地球之後，全世界的領導人聚首，一同創造出一套複雜的衛星網路，來控制全球氣候及保護全人類的安全。但如今出了狀況，這套原本用來保護地球的系統卻反過來攻擊地球，人類要與時間賽跑，在這場全球地磁風暴毀滅一切及天地萬物之前發現真正的威脅。
2019年，在發生了許多災難性的自然災害之後，一個國際團隊製造了一個名為「荷蘭男孩」的氣候控制衛星系統來控制地球上的天氣。一個颱風即將從中國上海市登陸，衛星放出多個微型炸彈在上海市上空引爆，驅散了颱風。
美國政府打算3年後將「荷蘭男孩」的控制權從美國移交到國際的監管委員會，但是在聽證會上，意見相左的傑克（傑克是荷蘭男孩的建造者）公開頂撞參議員後遭到開除，由弟弟麥斯接替他的職務（麥斯是美國國務卿倫納德·德克姆的手下）。
三年後的2022年，一個聯合國的軍隊來到位於阿富汗沙漠中的一個小村莊時，發現該村已被冰封。在國際氣候太空站工作的印度籍工程師馬克穆德把來自阿富汗衛星的數據複製到硬碟上存放好後，在經過一處外部走廊時突然被困，然後走廊艙門爆破使他掉入太空中喪生。在說服總統安德魯·帕爾瑪進行調查後，麥斯說服傑克前往國際氣候太空站進行調查。這時，另一顆氣候衛星升高了香港的氣溫，導致地下天然氣管道環爆炸，同時爆炸導致多棟大樓呈骨牌狀倒塌。還差點讓麥斯的大學朋友鄭龍（「荷蘭男孩」香港部門的負責人）喪命。
回到辦公室，鄭龍發現他已經失去了登錄的權限，當即聯係了麥斯，麥斯發現他的登錄也被阻斷，鄭龍透露如果「荷蘭男孩」的故障持續運轉，將可能會發生一場名為「全球風暴」的全球大災難。麥斯找到國務院技术员同事丹娜，分析后發現有人在故意阻斷了衛星通訊。通話結束後不久，一伙武裝特工闖進鄭龍的辦公室，躲藏起來的鄭龍看到特工拿走了他的電腦。郑龙深挖阴谋后来到华盛顿會面麥斯，卻被特工當衆殺害，臨死時向麥斯透露“宙斯”一詞。
傑克到達國際氣候太空站，会见了德国籍首席科学家乌特·法斯宾德和其他成员。檢查發生故障的香港衛星時，機械臂突然失控摔碎了香港衛星並損壞了所有硬碟。法國籍安保人員杜賽特指出，那些被爆破的艙門含有記錄硬碟。馬克穆德遇難後，爆破的艙門其中一個仍卡在空間站中。杰克和乌特出艙取回艙門期間，傑克的太空服噴射器卻突然失控，差點飛離太空站。最終他們取得了艙門中的硬碟，但是杰克心生怀疑而向眾人隱瞞了事實。檢查發現艙門的控制程序遭人为篡改，馬克穆德是遭暗殺的，甚至连太空站建设之初预留的后门程序也全被封锁。之後在杜賽特的幫助下，兩人找到了馬克穆德從阿富汗衛星導出的數據，從中發現了一段被植入的病毒，杰克当即连线了麦斯并说了一大段“童年故事”。麥斯找到丹娜，发现杰克用童年约定的暗号告知他“政府高层有蓄意的阴谋”，同时在服务器内发现大量“宙斯”计划的文件。兩人回到麥斯的住處說服了麥斯的未婚妻，身爲特勤員的莎拉解密了相關文件，證實「宙斯」計劃正在模擬「荷蘭男孩」對全世界發動氣象攻擊。麦斯立即连线了杰克，杰克懷疑帕爾瑪想利用「荷蘭男孩」作為武器，并告訴麥斯，如果要重新啟動系統，就必須拿到帕爾瑪的終極密碼。次日，麥斯跟隨總統登機去往奧蘭多。
在奧蘭多的DNC體育館舉行的民主黨全國代表大會上，麥斯發現奧蘭多是下一個被「荷蘭男孩」鎖定的地區。同時，空间站与卫星网之间出现大规模断线，卫星不断失控導致東京被一場巨大的冰雹襲擊，里約熱內盧也出大幅度降温，國際氣候太空站的工作人員透過替換衛星的碰撞以強制關閉失控的衛星。他請求德克姆的幫助，但是德克姆卻試圖殺死麥斯，麥斯逃跑並馬上通知莎拉。兩人綁架了帕爾瑪並保護他不受德克姆的特工的追殺，還保住了終極密碼--總統本人。此時的奧蘭多數十萬雷電交加，在他們逃出體育館後，體育館被閃電擊中而發生爆炸。麥斯向帕爾馬揭露了真相，并消灭了德克姆的特工，逮捕了德克姆，並質問了他的意圖。
當病毒啟動自毀程序時，國際氣候太空站團隊決定迅速撤離。隨著世界各地發生更多的災難（孟買龍捲風，莫斯科熱浪，杜拜海嘯），傑克意識到是某位軟體工程師製造了病毒。在兩人對峙的過程中，由於窗玻璃被子彈擊毀，只剩傑克存活。當機組人員撤離時，傑克要留下來確保重啟。麥斯和莎拉護送總統到甘迺迪航天中心並完成傳送代碼，但知道自毀程序無法停止。傑克和尤特也留下來，共同努力重啟系統，在最後一秒阻止了「全球風暴」，并將衛星控制轉移到NASA。當自毀滅程序即將做最後的引爆時，兩人進入一顆衛星並發射逃生，最終墨西哥籍駕駛員埃爾南德斯駕駛著飛機救了他們回到地面。六個月後，傑克成為了新衛星系統的總工程師，現在新的系统由國際委員會管理。

## 演員
| 演員                                      | 角色                         | 介紹 |
| ----------------------------------------- | ---------------------------- | --- |
| 傑瑞德·巴特勒 Gerard Butler               | 傑克·勞森 Jake Lawson        | 氣象衛星「荷蘭男孩」創造者兼首席運作協調人，又稱「荷蘭男孩之父」。麥斯的哥哥，女兒為漢娜。                                 |
| 吉姆·史特格斯 Jim Sturgess                | 麥斯·勞森 Max Lawson         | 助理國務卿，「荷蘭男孩」繼任管理人。傑克的弟弟，和哥哥的羈絆將成事件的轉捩點。                                             |
| 艾比·柯妮許 Abbie Cornish                 | 莎拉·威爾森 Sarah Wilson     | 美國特勤局探員，麥斯的未婚妻，負責保護總統。                                                                               |
| 艾德·哈里斯 Ed Harris                     | 雷納德·達科姆 Leonard Dekkom | 美國國務卿，企圖利用「荷蘭男孩」來製造世界動盪以獨自掌握該衛星。                                                           |
| 安迪·賈西亞 Andy García                   | 安德魯·帕爾瑪 Andrew Palma   | 美國總統，握有重新啟動「荷蘭男孩」衛星的个人生物特征。                                                                     |
| 亞莉珊卓·瑪莉亞·萊拉 Alexandra Maria Lara | 烏特·法斯賓德 Ute Fassbinder | 太空監測站「荷蘭男孩」項目中央維修站總指揮官暨首席熱層科學專家。德國籍，隸屬DLR，幫助傑克重新啟動「荷蘭男孩」。            |
| 羅伯特·席安 Robert Sheehan                | 鄧肯·泰勒 Duncan Taylor      | 「荷蘭男孩」維修小組成員，系統和操作系統分析師。英國籍，隸屬UKSA。雷納德安插在空間站的間諜。                               |
| 歐亨尼奧·德伯茲 Eugenio Derbez            | 艾爾·赫南德茲 Al Hernandez   | 「荷蘭男孩」維修小組成員，機械技術技師。墨西哥籍，隸屬AEM。                                                                |
| 阿德普波·奥杜耶 Adepero Oduye             | 伊妮·艾迪莎 Eni Adisa        | 「荷蘭男孩」維修小組成員，結構工程技師。奈及利亞籍，隸屬NASRDA。                                                           |
| 阿瑪·威克 Amr Waked                       | 雷·杜塞特 Ray Dussette       | 「荷蘭男孩」維修小組成員，衛星通訊及安保人員。法國籍，隸屬CNES。幫助傑克和烏特找到馬克穆德的複製了阿富汗衛星數據的全息板。 |
| 吳彥祖 Daniel Wu                          | 鄭龍 Cheng Long              | 國際氣候委員會太平洋總部總工程師。香港人，麥斯的大學同學。政治陰謀下的受害者。                                             |
| 薩奇·碧茨 Zazie Beetz                     | 黛娜 Dana                    | 國務院網路安全專家，麥斯的友人、下屬。                                                                                     |
| 特麗莎·貝特曼 Talitha Bateman             | 漢娜·勞森 Hannah Lawson      | 傑克的女兒和麥斯的侄女。個性獨立，13歲。                                                                                   |
| 李察·席夫 Richard Schiff                  | 湯瑪士·克羅斯 Thomas Cross   | 維吉尼亞州參議員，曾在參議院聽證會上撤銷傑克於「荷蘭男孩」的管理權限。                                                     |
| 湯姆·崔 Tom Choi                          | 李 Lee                       | |
| 比利·斯勞特 Billy Slaughter               | 卡爾·德雷 Karl Dright        | |
| 凱瑟琳·溫妮柯 Katheryn Winnick            | 奧莉維亞·勞森 Olivia Lawson  | 傑克前妻。離婚後，和女兒漢娜生活於亞特蘭大。                                                                               |

## 制作
主体摄影于2014年10月20日在路易斯安那州新奥尔良启动，持续到2015年2月10日。首日的摄制在罗耀拉大道进行。部分NASA的镜头于2014年11月和2015年1月在米丘德装配厂拍摄。2015年12月的放映测试失败后，重拍于2016年12月初在路易斯安那进行，制作人、编剧和导演更换。重拍期间凯瑟琳·温妮克的角色被另一名女演员重新扮演，新角色加入剧本中。

## 發行
在美國，《氣象戰》原定於2016年3月25日上映，但於2014年8月，華納兄弟取消了本片的檔期，而改配給《蝙蝠俠對超人：正義曙光》。2014年12月11日，華納將《叢林之書：起源》改於2017年上映，而《氣象戰》則排於2016年10月21日上映。2015年9月，華納將本片的上映日改至2017年1月13日。2016年6月，華納又將上映日改定於2017年10月13日。

### 評價
《氣象戰》獲得的評價普遍不佳，主要受到影評人批評電影缺乏令人印象深刻的視覺效果，且角色、劇情和災難場景的表現皆不合格。爛番茄根據87條評論，持有15%的新鮮度，平均得分3.62／10。在Metacritic上，電影獲得了21分。據CinemaScore調查，觀眾的評價在A+至F間落於「B-」。

### 票房
北美方面，《氣象戰》與《梅迪亞萬聖節2》、《雪人》、《無路可退》同天上映並競爭，分析師預估《氣象戰》於首週末從3246間戲院中獲得1000萬至1200萬美元的票房。美國首週末票房達1330萬美元，位居當週票房排名第二。
台灣方面，首週三天票房為新台幣6202萬元；次週票房累計至新台幣1.49億元；第三週票房累計至新台幣1.92億元；第四週票房累計至新台幣2.15億元；最終全台票房為新台幣2.42億元。
香港方面，首兩週票房合共1651萬港元，為連續兩星期票房冠軍。
| 上一届： 《銀翼殺手2049》      | 2017年台北週末票房冠軍 第41-42週  | 下一届： 《雷神索爾3：諸神黃昏》 |
| 上一届： 《追龍》              | 2017年香港週末票房冠軍 第42-43週  | 下一届： 《雷神奇俠3：諸神黃昏》 |
| 上一届： 《王牌特工2：黄金圈》 | 2017年中国内地一周票房冠军 第44周 | 下一届： 《雷神3：諸神黃昏》     |

## 外部連結
- 互联网电影数据库（IMDb）上《氣象戰》的资料（英文）
- Box Office Mojo上《氣象戰》的資料（英文）
- 爛番茄上《氣象戰》的資料（英文）
- AllMovie上《氣象戰》的资料（英文）
- Metacritic上《氣象戰》的資料（英文）
- 開眼電影網上《氣象戰》的資料（繁體中文）
- 豆瓣电影上《氣象戰》的資料 （简体中文）
- 时光网上《氣象戰》的資料（简体中文）